# Lista systemów kolei aglomeracyjnych
Lista systemów kolei aglomeracyjnych – systemy kolei aglomeracyjnych funkcjonują w dużych miastach i zespołach miejskich, charakteryzują się dużą częstotliwością kursowania pociągów.
Obecnie liczba systemów kolei aglomeracyjnych na świecie szacowana jest na ponad 60. Nie można ustalić jej dokładnej liczby, z powodu tego, że niektóre aglomeracje posiadają więcej niż jeden system kolei aglomeracyjnej.

## Systemy kolei aglomeracyjnych

### Afryka
| Region/Miasto     | Nazwa                      | Data uruchomienia | Strona internetowa | Liczba linii |
| Kenia             | Kenia                      | Kenia             | Kenia              | Kenia        |
| ----------------- | -------------------------- | ----------------- | ------------------ | ------------ |
| Nairobi           | RVRC                       | 2006              | RVRC               |              |
| Południowa Afryka |                            |                   |                    |              |
| Durban            | Metrorail (Durban)         | 1981              | Metrorail          | 8            |
| East London       | Metrorail (East London)    | 1981              | Metrorail          | 1            |
| Johannesburg      | Metrorail (Johannesburg)   | 1981              | Metrorail          | 12           |
| Kapsztad          | Metrorail (Kapsztad)       | 1981              | Metrorail          | 4            |
| Port Elizabeth    | Metrorail (Port Elizabeth) | 1981              | Metrorail          | 1            |
| Pretoria          | Metrorail (Pretoria)       | 1981              | Metrorail          |              |
| Tunezja           |                            |                   |                    |              |
| Tunis             | Kolej miejska w Tunisie    | 1985              | Transtu            | 1            |

### Ameryka Południowa
| Region/Miasto                  | Nazwa                                            | Data uruchomienia | Strona internetowa         | Liczba linii |
| Argentyna                      | Argentyna                                        | Argentyna         | Argentyna                  | Argentyna    |
| ------------------------------ | ------------------------------------------------ | ----------------- | -------------------------- | ------------ |
| Buenos Aires                   | Kolej Metropolitarna Buenos Aires                |                   |                            | 8            |
| Brazylia                       |                                                  |                   |                            |              |
| Fortaleza                      | Superintendência de Trens Urbanos de Fortaleza   |                   |                            | 2            |
| João Pessoa                    | Superintendência de Trens Urbanos de João Pessoa |                   |                            | 1            |
| Maceió                         | Superintendência de Trens Urbanos de Maceió      |                   |                            | 1            |
| Natal                          | Superintendência de Trens Urbanos de Natal       |                   |                            | 2            |
| Rio de Janeiro                 | SuperVia                                         | 1998              | SuperVia                   | 7            |
| Salvador                       | Metrô de Salvador - Trem Suburbano               |                   |                            | 1            |
| São Paulo                      | CPTM                                             | 1992              | Oficjalna strona CPTM      | 6            |
| Chile                          |                                                  |                   |                            |              |
| Concepción                     | Biotren                                          | 2005              | Oficjalna strona Biotrenu  | 2            |
| Santiago/Rancagua/San Fernando | Metrotren                                        | 1990              | Oficjalna strona Metrotren | 1            |
| Wenezuela                      |                                                  |                   |                            |              |
| Caracas                        | Instituto de Ferrocarriles del Estado            | 2006              |                            |              |

### Ameryka Północna
| Region/Miasto                            | Nazwa                          | Data uruchomienia | Strona internetowa      | Informacje dodatkowe          |
| Kanada                                   | Kanada                         | Kanada            | Kanada                  | Kanada                        |
| ---------------------------------------- | ------------------------------ | ----------------- | ----------------------- | ----------------------------- |
| Montreal                                 | AMT                            | 1996              | Strona oficjalna AMT    |                               |
| Ontario                                  | GO Transit                     | 1967              | GO Transit              |                               |
| Kolumbia Brytyjska                       | West Coast Express             | 1995              | West Coast Express      |                               |
| Ottawa                                   | O-Train                        | 2001              | O-Train                 |                               |
| Meksyk                                   |                                |                   |                         |                               |
| Meksyk                                   | Ferrocarril Suburbano          | 2008              | Ferrocarril Suburbano   |                               |
| Portoryko                                |                                |                   |                         |                               |
| San Juan/Caguas                          | San Juan-Caguas Rail           |                   |                         | budowa zakończy się w 2010 r. |
| Stany Zjednoczone                        |                                |                   |                         |                               |
| Nowy Meksyk                              | New Mexico Rail Runner Express | 2006              | Oficjalna strona NMRE   |                               |
| Austin                                   | Capital MetroRail              | 2005              | Oficjalna strona        |                               |
| Massachusetts/Rhode Island               | MBTA Commuter Rail (MBCR)      | 1973              | MBTA                    |                               |
| Chicago                                  | Metra                          | 1984              | Metra                   |                               |
| Illinois/Indiana                         | South Shore Line (NICTD)       | 1903              | NICTD                   |                               |
| Dallas/Fort Worth                        | Trinity Railway Express        | 1996              | Oficjalna strona TRE    |                               |
| Harrisburg/Lancaster                     | CorridorOne                    |                   |                         | system planowany              |
| Kalifornia                               | Metrolink                      | 1992              | Metrolink               |                               |
| Miami/Fort Lauderdale/West Palm Beach    | Tri-Rail                       | 1987              | Tri-Rail                |                               |
| Minneapolis                              | Northstar Commuter Rail        | 2009              | Northstar Commuter Rail |                               |
| Nashville                                | Music City Star                | 2006              | Music City Star         |                               |
| New Haven/New London/Bridgeport/Stamford | Shore Line East                | 1990              | Shore Line East         |                               |
| New Jersey                               | New Jersey Transit             | 1979              | NJT                     |                               |
| Nowy Jork-Long Island                    | Long Island Rail Road          | 1834              | LIRR                    |                               |
| Nowy Jork/Connecticut                    | Metro-North Railroad           | 1983              | MNR                     |                               |
| Oceanside                                | Sprinter                       | 2008              | Sprinter                |                               |
| Filadelfia                               | SEPTA Regional Rail            | 1966              | Strona SEPTY            |                               |
| Portland                                 | Westside Express Service       | 2009              | Strona WES              |                               |
| Salt Lake City/Ogden                     | FrontRunner                    | 2008              | FrontRunner             |                               |
| San Diego/Oceanside                      | Coaster                        | 1995              | Coaster                 |                               |
| San Francisco/San Jose                   | Caltrain                       | 1987              | Strona Caltrainu        |                               |
| San Jose/Stockton                        | Altamont Commuter Express      | 1998              | Oficjalna strona ACE    |                               |
| Santa Rosa                               | Sonoma-Marin Area Rail Transit |                   | Strona SMART            |                               |
| Seattle/Tacoma                           | Sound Transit                  | 1999              | Strona ST               |                               |
| Waszyngton/Maryland/Wirginia Zachodnia   | MARC Train                     | 1984              | MARC Train              |                               |
| Waszyngton/Wirginia Zachodnia            | Virginia Railway Express       | 1992              | Strona VRE              |                               |

### Australia i Oceania
| Region/Miasto | Nazwa                     | Data uruchomienia | Strona internetowa | Liczba linii |
| Australia     | Australia                 | Australia         | Australia          | Australia    |
| ------------- | ------------------------- | ----------------- | ------------------ | ------------ |
| Adelaide      | Adelaide Metro            | 2000              | Adelaide Metro     | 6            |
| Brisbane      | Queensland Rail Citytrain | 1979              | QueenslandRail     | 13           |
| Melbourne     | Metro Trains Melbourne    | 2009              | Metro Trains       | 15           |
| Perth         | Kolej w Perth             | 2003              |                    | 7            |
| Sydney        | Sydney Trains             | 2013              | Sydney Trains      | 8            |

### Azja
| Region/Miasto | Nazwa                      | Data uruchomienia | Strona internetowa | Liczba linii |
| Chiny         | Chiny                      | Chiny             | Chiny              | Chiny        |
| ------------- | -------------------------- | ----------------- | ------------------ | ------------ |
| Pekin         | Pekińska Kolej Podmiejska  | 2008              |                    | 1            |
| Hongkong      |                            |                   |                    |              |
| Hongkong      | MTR                        | 1979              | MTR                | 4            |
| Indie         |                            |                   |                    |              |
| Ćennaj        | Chennai Suburban Railway   | 1931              |                    | 6            |
| Delhi         | Delhi Suburban Railway     | 1982              |                    | 1            |
| Hajdarabad    | MMTS                       | 2003              |                    | 3            |
| Kolkata       | Kolkacka Kolej Podmiejska  | 1854              |                    | 4            |
| Mumbaj        | Mumbajska Kolej Podmiejska | 1857              |                    | 5            |

### Europa
| Region/Miasto                                   | Nazwa                                                | Data uruchomienia | Strona internetowa             | Liczba linii |
| Austria                                         | Austria                                              | Austria           | Austria                        | Austria      |
| ----------------------------------------------- | ---------------------------------------------------- | ----------------- | ------------------------------ | ------------ |
| Wiedeń                                          | S-Bahn w Wiedniu                                     | 1962              | Strona S-Bahn Wien             | 15           |
| Belgia                                          |                                                      |                   |                                |              |
| Antwerpia                                       | Premetro w Antwerpii                                 | 1975              | Delijn                         | 5            |
| Charleroi                                       | Premetro w Charleroi                                 | 1976              |                                | 1            |
| Czechy                                          |                                                      |                   |                                |              |
| Praga                                           | Esko w Pradze                                        | 2008              | Strona Esko                    | 14           |
| Dania                                           |                                                      |                   |                                |              |
| Kopenhaga                                       | S-tog                                                | 1934              | Strona S-tog                   | 7            |
| Estonia                                         |                                                      |                   |                                |              |
| Tallinn                                         | Elektriraudtee                                       | 1924              | Elektriraudtee                 | 6            |
| Finlandia                                       |                                                      |                   |                                |              |
| Helsinki                                        | Pääkaupunkiseudun lähiliikenne                       | 1969              | Pääkaupunkiseudun lähiliikenne | 3            |
| Francja                                         |                                                      |                   |                                |              |
| Paryż                                           | Réseau express régional                              | 1962              | RER                            | 5            |
| Paryż                                           | Transilien                                           | 2005              | Strona Transilien              | 6            |
| Lyon                                            | Réseau Express de l’Aire urbaine Lyonnaise           |                   |                                |              |
| Grecja                                          |                                                      |                   |                                |              |
| Ateny                                           | Proastiakos                                          | 2004              | Strona oficjalna               | 4            |
| Hiszpania                                       |                                                      |                   |                                |              |
| Barcelona                                       | Rodalies Barcelona                                   | 1980              | Strona oficjalna               | 15           |
| Madryt                                          | Cercanías Madrid                                     |                   | Strona oficjalna               | 10           |
| Walencja                                        | Cercanías Valencia                                   |                   | Strona oficjalna               |              |
| Malaga                                          | Cercanías Málaga                                     |                   | Strona oficjalna               |              |
| Bilbao                                          | Cercanías Bilbao                                     |                   | Strona oficjalna               |              |
| Kadyks                                          | Cercanías Cádiz                                      |                   | Strona oficjalna               |              |
| Oviedo i Gijón                                  | Cercanías Asturias                                   |                   | Strona oficjalna               |              |
| Murcja i Alicante                               | Cercanías Murcia/Alicante                            |                   | Strona oficjalna               |              |
| Sewilla                                         | Cercanías Sevilla                                    |                   | Strona oficjalna               |              |
| Saragossa                                       | Cercanías Zaragoza                                   |                   | Strona oficjalna               |              |
| Santander                                       | Cercanías Santander                                  |                   | Strona oficjalna               |              |
| San Sebastián                                   | Cercanías San Sebastián                              |                   | Strona oficjalna               |              |
| Irlandia                                        |                                                      |                   |                                |              |
| Cork                                            | Cork Suburban Rail                                   | 2009              | Strona oficjalna               | 3            |
| Dublin                                          | Dublin Suburban Rail                                 | 2006              | Strona oficjalna               | 5            |
| Galway                                          | Galway Suburban Rail                                 | 2009              | Strona oficjalna               | 1            |
| Limerick                                        | Limerick Suburban Rail                               | 2009              | Strona oficjalna               | 3            |
| Niemcy                                          |                                                      |                   |                                |              |
| Aachen                                          | Euregiobahn                                          | 1992              | Euregiobahn                    | 1            |
| Berlin                                          | S-Bahn w Berlinie                                    | 1924              | Strona S-Bahn w Berlinie       | 15           |
| Drezno                                          | S-Bahn w Dreźnie                                     | 1973              |                                | 3            |
| Frankfurt nad Menem/Mainz/Wiesbaden             | S-Bahn Ren-Men                                       | 1978              | S-Bahn Ren-Men                 | 9            |
| Hamburg                                         | S-Bahn w Hamburgu                                    | 1906              | strona S-Bahn w Hamburgu       | 6            |
| Hamburg                                         | AKN Eisenbahn                                        | 1883              | strona AKN w Hamburgu          | 3            |
| Hanower                                         | S-Bahn w Hanowerze                                   | 1976              |                                | 8            |
| Lipsk-Halle                                     | S-Bahn Lipsk-Halle                                   | 1968              |                                | 5            |
| Norwegia                                        |                                                      |                   |                                |              |
| Bergen                                          | Kolej aglomeracyjna w Bergen                         |                   | NSB                            | 2            |
| Oslo                                            | Kolej aglomeracyjna w Oslo                           |                   | NSB                            | 8            |
| Stavanger                                       | Jærbanen                                             | 1878              | NSB                            | 1            |
| Trondheim                                       | Kolej aglomeracyjna w Trondheim                      | 1993              | NSB                            | 2            |
| Polska                                          |                                                      |                   |                                |              |
| Aglomeracja trójmiejska (Gdańsk, Sopot, Gdynia) | PKP Szybka Kolej Miejska w Trójmieście               | 2000              | SKM Trójmiasto                 | 1            |
| Kraków                                          | Szybka Kolej Aglomeracyjna w Aglomeracji Krakowskiej | 2014              | Koleje Małopolskie             | 3            |
| Łódź                                            | Łódzka Kolej Aglomeracyjna                           | 2014              |                                | 5            |
| Poznań                                          | Poznańska Kolej Metropolitalna                       | 2018              |                                | 5            |
| Warszawa                                        | Szybka Kolej Miejska w Warszawie                     | 2004              | SKM Warszawa                   | 4            |
| Warszawa                                        | Warszawska Kolej Dojazdowa                           | 1927              | WKD                            | 2            |
| Konurbacja górnośląska                          | Szybka Kolej Regionalna                              | 2008              | Koleje Śląskie                 | 1            |
| Szwecja                                         |                                                      |                   |                                |              |
| Sztokholm                                       | Pendeltåg w Sztokholmie                              | 1967              | Pendeltåg                      | 3            |
| Sztokholm                                       | Roslagsbanan (linia wąskotorowa)                     | 1876              |                                | 2            |
| Wielka Brytania                                 |                                                      |                   |                                |              |
| Manchester                                      | Manchester Metrolink                                 |                   | Metrolink                      |              |
| Newcastle upon Tyne                             | Tyne and Wear Metro                                  | 1980              |                                | 2            |